# Weinek Leonárd
Weinek Leonárd (ered. Weinek Károly) (Budapest, 1968. augusztus 21. –) magyar agrármérnök-közgazdász, üzletember, politikus, 2006-tól 2010-ig Budapest XIV. kerülete (Zugló) polgármestere.

## Pályája
1968-ban, eredetileg Weinek Károly néven született.
1992-ben első diplomáját a Gödöllői Agrártudományi Egyetemen szerezte, majd jogi tanulmányokat folytatott. Hét évvel később az Egyesült Államokban közgazdasági oklevelet szerzett.
Szakterülete a vállalat-finanszírozás és szervezetfejlesztés. Menedzsment- és szervezetfejlesztő tréner-tanácsadó. 2006 tavaszáig a Budapesti Kommunikációs Főiskolán szervezetfejlesztést oktatott, melyet politikai ambíciói miatt feladott. Egy Londonban székelő fejlesztési alap hazai vezetője.
Az SZDSZ tagja volt. A 2006-os önkormányzati választásokon az SZDSZ és az MSZP közös jelöltjeként indult. Ezután bekerült a párt vezető szerveibe, az országos tanácsba és az ügyvivői testületbe. Egy évvel korábbi eredményével ellentétben a 2008. június 7-én tartott rendkívüli tisztújító küldöttgyűlésen nem sikerült bejutnia a párt ügyvivői testületébe. 2009. július 12-én indult az SZDSZ elnöki posztjáért, de csak a harmadik helyet szerezte meg, ellenben megválasztották ügyvivővé. Még aznap bejelentette, hogy a párton belüli állapotok miatt kilép az SZDSZ-ből.
2010 decemberében a  Központi Nyomozó Főügyészség 20,6 millió forint vagyoni hátrányt okozó hűtlen kezeléssel gyanúsította meg. A vád alól 2013-ban jogerősen felmentették.

## Magánélete
Nős, két lánya van. Felesége Balázsy Panna televíziós szerkesztő. Az MTK társadalmi elnökségi tagja. Angolul és franciául beszél.

## Külső hivatkozások
- Weinek Leonárd hivatalos honlapja